# マリナ・フィオラバンチコスタ
マリナ・フィオラバンチコスタ(Mariana Fiovaranti Costa、1993年10月6日 - ）は、ブラジルの女子ラグビー選手。

## プロフィール
- ブラジル出身。
- 身長 160cm、体重 55kg

## 略歴
2021年、東京五輪の7人制女子ブラジル代表に選ばれた。
2024年、パリ五輪の7人制女子ブラジル代表に選ばれた。